# Оскар Морґенштерн
О́скар Морґенште́рн (нім. Oskar Morgenstern; 24 січня 1902, Герліц — 26 липня 1977) — американський економіст німецького походження, один з авторів теорії ігор. Доктор Віденського університету (1925). Громадянин США з 1944 р. Був одружений з Доротою Янг (1946). Викладав у Віденському і Принстонському університетах.

## Біографія
Морґенштерн народився в 1902 р. в Сілезії (Німеччина) в сім'ї підприємця середнього достатку. Середню і вищу освіту він здобув у Відні, і в 1925 р. Віденський університет присудив йому вчений ступінь доктора. Протягом наступних трьох років Морґенштерн як стипендіат фонду Рокфеллера подорожував по Європі і Америці, а після повернення до Австрії в 1929 р. почав читати курс лекцій у Віденському університеті, професором якого став в 1935 р.

## Наукова діяльність
Як директор австрійського Інституту вивчення ділових циклів (1931—1938), редактора журналу Zeitschrift für Nationalokonomie, радника Національного банку Австрії і члена «Віденського гуртка» філософів і математиків Морґенштерн в 30-і роки активно займався теоретичними і прикладними дослідженнями, результатом чого з'явилися декілька статей і дві основні праці з економічного прогнозуванню. У 1938 р., перебуваючи у відпустці в США, він дізнався про своє звільнення з Віденського університету унаслідок окупації Австрії нацистами. Прийнявши пропозицію Неймана про спільну роботу, Морґенштерн зайняв професорське становище в Принстонському університеті, в якому і пропрацював аж до відходу на пенсію (1970 р.). У 1976 р. він був вибраний Почесним членом Американської економічної асоціації.
В 60-і роки Морґенштерн займався переважно економікою оборони. Він опублікував книгу «Проблема національної оборони» (The Question of National Defence, Vintage, 1959) і разом з До. П. Гейссом і К. Норром працював над використанням в мирних цілях підземних ядерних вибухів (1967 р.), над проектом космічного човника (1972 р.) і над довгостроковими військовими програмами (1973 р.).
Одна з останніх публікацій Морґенштерна — книга (у співавторстві з Дж. Л. Томпсоном) про модель економічного зростання, запропоновану фон Нейманом, озаглавлена «Математична теорія що розширюється і економіки, що стискається» (Mathematical Theory of Expanding and Contracting Economics, Lexington, 1976). Його незадоволеність зростала із станом тогочасної економіки й виразно виявилася в одній з його видатних статей — «Тринадцять критичних місць сучасної економічної теорії» («Thirteen Critical Points in Contemporary Economic Theory», Journal of Economic Literature, грудень 1972 р., що увійшла до книги «Вибрані економічні роботи Оскара Морґенштейна (A. Schotter (ed.), Selected Economic Writtings of Oskar Morgenstern, New York University Press, 1976). Помер Морґенштерн в 1977 р.

## Твори (вибірково)
- 1928 «Wirtschaftsprognose: Eine Untersuchung ihrer Voraussetzungen und Möglichkeiten»
- 1934 «Die Grenzen der Wirtschaftspolitik»
- 1935 «The Time Moment in Value Theory»
- 1935 «Perfect Foresight and Economic Equilibrium»
- 1936 «Logistics and the Social Science»
- 1944 «Theory of Games and Economic Behavior» разом Дж. фон Нойманом
- 1948 «Demand Theory Reconsidered»
- 1949 «Economics and the Theory of Games» (Kyklos)
- 1950 «On the Accuracy of Economic Observations»
- 1951 «Prolegomena to a Theory of Organization»
- 1954 «Experiment and Large-Scale Computation in Economics», Economic Activity Analysis
- 1956 «Generalization of the von Neumann Model of an Expanding Economy», mit J.G. Kemey und G.L. Thompson, (Econometrica)
- 1959 «The Question of National Defense»
- 1970 «Predictability of Stock Market Prices», mit C.W.J. Granger
- 1972 «Thirteen Critical Points in Contemporary Economic Theory»
- 1972 «Descriptive, Predictive and Normative Theory» (Kyklos)
- 1976 «Some Reflections on Utility», in Allais and Hagen (Hrsg.)
- 1976 «Collaborating with von Neumann»
- 1976 «Mathematical Theories of Expanding and Contracting Economies», mit G.L. Thompson